# Tamae Watanabe
Tamae Watanabe (Yamanashi, 21 de novembro de 1938) é uma alpinista japonesa.
Em 19 de maio de 2012, Watanabe estabeleceu um novo recorde, quando alcançou o cume do Monte Everest e tornou-se a mulher mais idosa a escalar a montanha, aos 73 anos de idade.
O recorde da pessoa mais velha a alcançar o cume do Everest é do nepalês Min Bahadur Sherchan que completou todo o percurso até aos 8848 metros de altitude aos 76 anos e 340 dias de idade em maio de 2008.